# Lubec
Lubec est une ville de l'État américain du Maine, dans le comté de Washington.

## Géographie
Lubec est en fait la ville située la plus à l'est aux États-Unis. Si les territoires américains sont inclus, Point Udall, dans les îles Vierges américaines, est situé plus à l'est. 
Il y a 1 237 habitants en 2020, soit une baisse de 122 habitants depuis le recensement de 2010. La ville est reliée par le pont Franklin Delano Roosevelt à l'Île Campobello, dans la province canadienne du Nouveau-Brunswick.

## Histoire
Située sur une péninsule surplombant un magnifique port de glace, la ville fut d'abord colonisée vers 1775. Partie à l'origine de Eastport, elle a été mise hors tension et incorporée le 21 juin 1811, et nommée pour Lübeck, Allemagne. Après la guerre de 1812, Lubec a été le site de la contrebande considérable dans le plâtre, bien que les principales industries sont restées l'agriculture et la pêche. En 1859, il y avait une tannerie, trois gristmills et neuf scieries. En 1886, il y avait aussi deux chantiers navals, trois constructeurs de bateaux et trois voileries.
De 1897 à 1898, la ville a été le site d'une escroquerie à la vente d'actions dans la Marine sels Société d'électrolyse, le fruit du révérend Prescott Jernegan et Charles Fisher, de vigne de Martha. Jernegan affirmait avoir mis au point une méthode d'utilisation «accumulateur» pour obtenir de l'or à partir de l'eau de mer, et il a acheté un vieux moulin à farine pour en faire une usine. Le régime a attiré une abondance d'investisseurs, qui étaient tous trop désireux de passer de l'argent dans l'entreprise après qu'on leur a promis des rendements astronomiques. Pendant l'été de 1898, le travail a été suspendu sans explication à l'usine. 
Jernegan et Smith ont disparu, et la fraude a été exposée par les journaux à travers la Nouvelle-Angleterre.

## Culture

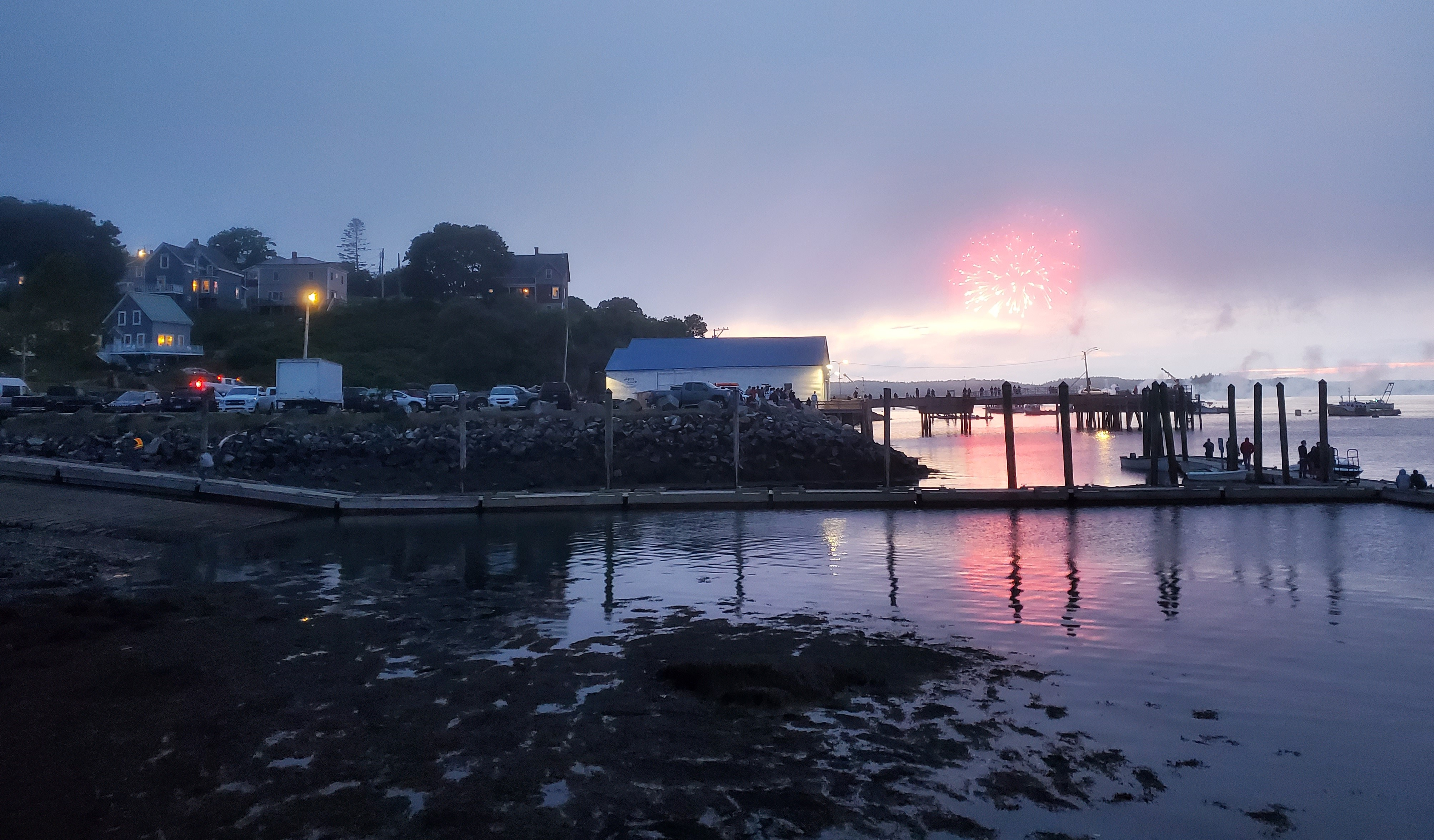
Jour de l'Indépendance à Lubec, 2020

## Personnalités
- Myron Avery, avocat, explorateur
- James Henry Carleton, officer général
- Sumner Pike, membre de la Commission américaine des opérations de bourse, membre de la Commission de l'énergie atomique
- Hopley Yeaton, capitaine de navire, considéré comme le "Père de la US Coast Guard"